# Agostocaris williamsi
Agostocaris williamsi is een garnalensoort uit de familie van de Agostocarididae. De wetenschappelijke naam van de soort is voor het eerst geldig gepubliceerd in 1986 door C.W.J. Hart & Manning.